# Vorsicht Goldfisch!
Vorsicht Goldfisch! (Originaltitel: My Goldfish is Evil!) ist eine kanadische Zeichentrickserie, die 2006 produziert wurde.

## Handlung
Der Rotschopf Beanie hat ständig Ärger mit seinem Goldfisch „Admiral Bubbles“, weil dieser sich meist als sehr fies und boshaft erweist. So hat er das Ziel, die Weltherrschaft an sich zu reißen und entwickelt dafür immer wieder neue geniale Ideen, Erfindungen und Strategien. Diese Pläne versucht Beanie allerdings zu vereiteln und stellt sich dabei gegen die Machenschaften seines Haustieres.

## Produktion und Veröffentlichung
Die Serie wurde seit 2006 von der Canadian Broadcasting Corporation und Sardine Productions in Kanada produziert. Dabei sind 26 Folgen entstanden. 
Erstmals wurde die Serie am 9. September 2006 auf CBC Television ausgestrahlt. Die deutsche Erstausstrahlung fand am 5. Februar 2017 auf Junior statt. Weitere Wiederholungen erfolgten auf ORF eins.

## Episodenliste
| Folge | deutscher Titel                 | deutsche Erstausstrahlung | Originaltitel                     | Originalausstrahlung |
| 1     | Roboter des Grauens             | 5. Februar 2017           | The Monstro-Crane of DOOM         | 9. September 2006    |
| 2     | Attacke der Seemonster          | 6. Februar 2017           | The Army of Sea Dudes             | 16. September 2006   |
| 3     | Ein gefährlicher Schulausflug   | 7. Februar 2017           | School Trip to … AQUAWORLD!!      | 23. September 2006   |
| 4     | Bedrohung aus dem All           | 8. Februar 2017           | Space Command, We Have a Goldfish | 30. September 2006   |
| 5     | Gehirnwäsche-Shampoo            | 9. Februar 2017           | Show and Tell                     | 7. Oktober 2006      |
| 6     | Ein Tänzchen in Ehren           | 10. Februar 2017          | Sweetheart’s Dance!               | 14. Oktober 2006     |
| 7     | Kakerlaken an die Macht!        | 11. Februar 2017          | The Ice-Roaches Cometh!           | 21. Oktober 2006     |
| 8     | Abenteuer in der Kanalisation   | 12. Februar 2017          | Sewer Adventure!                  | 28. Oktober 2006     |
| 9     | Goldfisch Teriyaki              | 13. Februar 2017          | Goldfish Teriyaki!                | 4. November 2006     |
| 10    | Achtung, Giftwolke!             | 14. Februar 2017          | Rescued!                          | 11. November 2006    |
| 11    | Das Müll-Monster                | 15. Februar 2017          | Stinker!                          | 18. November 2006    |
| 12    | Wer bin ich?                    | 16. Februar 2017          | Forgetful Fish!                   | 25. November 2006    |
| 13    | Eine coole Geburtstagsparty     | 17. Februar 2017          | Icing on the Cake!                | 2. Dezember 2006     |
| 14    | Das Tunnelmobil                 | 18. Februar 2017          | The Secret Terractor!             | 9. Dezember 2006     |
| 15    | Film ab!                        | 19. Februar 2017          | Lights, Camera, Goldfish!         | 16. Dezember 2006    |
| 16    | Die Geister, die ich rief       | 20. Februar 2017          | Ghostfish!                        | 23. Dezember 2006    |
| 17    | Zurück zur Natur!               | 21. Februar 2017          | The Great Outdoors!               | 30. Dezember 2006    |
| 18    | Monster und andere Katastrophen | 22. Februar 2017          | A Schoolplay Named Disaster!      | 6. Januar 2007       |
| 19    | Ehrlich währt am längsten       | 23. Februar 2017          | Grade-A Goldfish!                 | 13. Januar 2007      |
| 20    | Trau nie einem Goldfisch!       | 24. Februar 2017          | Scoop Gets Scooped!               | 20. Januar 2007      |
| 21    | Entgleist!                      | 25. Februar 2017          | Derailed!                         | 27. Januar 2007      |
| 22    | Die Basketball-Niete            | 26. Februar 2017          | BasketBOOM!                       | 3. Februar 2007      |
| 23    | Das Fisch-Virus                 | 1. März 2017              | Fishy-Pox Pandemonium!            | 10. Februar 2007     |
| 24    | Alienalarm!                     | 2. März 2017              | Creature from the Black Fishbowl  | 17. Februar 2007     |
| 25    | Ein Goldfisch taucht ab         | 3. März 2017              | 20,000 Leagues Under the Fishbowl | 24. Februar 2007     |
| 26    | Beanie, der Traumheld           | 4. März 2017              | Jetstream Adventure               | 3. März 2007         |